# Ophidascaris robertsi
Ophidascaris robertsi ist ein Nematode, der normalerweise in der Teppichpython (Morelia spilota) parasitiert. Eine zoonotische Infektion durch diesen parasitären Wurm in einem menschlichen Gehirn wurde erstmalig bei einer Frau aus New South Wales (Australien) berichtet. Die Ursache der Infektion war vermutlich der Verzehr von wildwachsendem Neuseeländer Spinat (engl.: Warrigal Greens), der die Eier des Parasiten enthielt.
Es gibt aber frühere Fallberichte über eine Infektion durch diesen Parasiten bei einem Kurzkopfgleitbeutler (Petaurus breviceps), bei Rattus mordax (Papua-Neuguinea) und bei Koalas (Phascolarctos cinereus).

## Beschreibung
Die Größe ausgewachsener Würmer kann 10 cm überschreiten und die Spicula der männlichen Individuen sind etwa dreimal länger als bei allen anderen Arten.
Die  Körperfarbe variiert aufgrund der Kombination mit der dunkelroten Körperflüssigkeit des braunen Darms von rosa bis braun. Von der Seite gesehen ist der Körper mit
einem Fischgrätmuster versehen, was ihn von Ophidascaris filaria unterscheidet, welcher ein Netzmuster aufweist.

## Lebenszyklus
Normalerweise kommen die Larven von Ophidascaris robertsi in kleinen Säugetieren vor. Werden diese Zwischenwirte von Pythons gefressen, kann sich der Lebenszyklus in der Schlange als Endwirt vervollständigen.
Die adulten Nematoden von Ophidascaris robertsi kommen als männliche und weibliche Form daher häufig in Teppichpythons vor. Sie leben normalerweise in der Speiseröhre und im Magen einer Python, paaren sich dort und geben die Eier mit dem Kot des Wirts ab. Die Eier werden dann von den Zwischenwirten mit der Nahrung oral aufgenommen (gefressen). Im Darm des Zwischenwirts schlüpft das erste Larvenstadium und häutet sich zur zweiten Larve. Diese durchstößt die Darmwand und wandert in Gewebe, meist die Leber ein. Hier wächst das dritte Larvenstadium auf bis zu 8 cm Länge heran und wartet darauf, dass der Zwischenwirt von einer Schlange, als Endwirt, gefressen wird. Sie können im Zwischenwirt mehrere Jahre überleben, wie bei Laborratten nachgewiesen wurde. In der Python bleiben große Larven im Darm, in dessen Wand sie sich teilweise einbohren, sie häuten sich dort zur vierten Larve und schließlich zum geschlechtsreifen Wurm. Kleinere Larven wandern meist vorher in ein Organ der Schlange, oft die Aorta, wo sie in einer mit Blut gefüllten Zyste weiter heranwachsen.
Menschen, die mit Ophidascaris-robertsi-Larven infiziert sind, gelten als Fehlwirte, da sie den Lebenszyklus des Parasiten nicht vervollständigen. Eine Übertragung von Mensch zu Mensch ist somit nicht möglich.

## Verbreitung
Ophidascaris robertsi ist in Australien und Papua-Neuguinea endemisch und wurde überwiegend in den östlichen und südlichen Landesteilen von Australien beobachtet.

## Entdeckung und Benennung
Das erste Individuum von Ophidascaris robertsi (ursprünglich zunächst Amplicaecum robertsi genannt) wurde 1959 im Magen einer Morelia argus-Python
vor der Küste von Queensland, Australien, entdeckt. Die Art ist zu Ehren von Dr. Frederick Hugh Sherston Roberts vom Veterinary Parasitology Laboratory an
der University of Queensland in Brisbane benannt.